# The Love Cats
The Love Cats is een nummer van de Engelse rockband The Cure uit 1983. Het verscheen als nieuw nummer op hun verzamelalbum Japanese Whispers.

## Achtergrondinformatie

### Ontstaan
Toen het lied werd geschreven, was frontman Robert Smith erg geïnteresseerd in het werk van de Australische auteur Patrick White. Volgens een aantal Cure-fans werd Smith geïnspireerd om "The Love Cats" te schrijven na het lezen van White's roman The Vivisector (1970), maar dit is nooit bevestigd. Volgens Smith zelf werd het nummer geïnspireerd door de Disneyfilm De Aristokatten. Het nummer werd aanvankelijk geschreven als een parodie en Smith nam later afstand van het nummer. In het tijdschrift Rock & Folk zei Smith: "'The Lovecats' is verre van mijn favoriete nummer: dronken gecomponeerd, video dronken gefilmd, promotie dronken gemaakt. Het was een grap". Hoewel het nummer vrolijk klinkt, werd het volgens Smith geschreven als "een zelfmoordpact tussen twee geliefden". Later zei Smith echter dat het nummer "dichtbij een perfect popliedje" komt.

### Hitsucces
"The Love Cats" werd voornamelijk op de Britse eilanden en in Oceanië een hit. Zo bereikte het de 7e positie in het Verenigd Koninkrijk, waarmee het nummer de eerste Britse top 10-hit werd voor The Cure. Op het Europese vasteland bereikte de plaat geen hitlijsten (Denemarken uitgezonderd), desondanks geniet het er wel bekendheid. Dit geldt ook voor het Nederlandse taalgebied; waar het tot op de dag van vandaag nog dikwijls wordt gedraaid.

### Naam
Het nummer heette oorspronkelijk "The Love Cats" (drie afzonderlijke woorden), zoals blijkt uit de enkele hoes en het 12"-label. De singlescompilatie Standing on a Beach vermeldde het nummer als "The Love Cats" op de ladekaart en cd, maar "The Lovecats" in het boekje. In 2001, toen het Greatest Hits-album uitkwam, stond het nummer vermeld als "The Lovecats".

## Tracklijst
- 7"

1. "The Love Cats" – 3:33
2. "Speak My Language" – 2:39

- 12"

1. "The Love Cats" (extended version) – 4:37
2. "Speak My Language" – 2:39
3. "Mr. Pink Eyes" – 2:45